# Nostra Senyora del Puig de Tolba
Nostra Senyora del Puig de Tolba és una església del municipi de Tolba, a la Franja de Ponent.
Originàriament el temps era d'estil romànic. No obstant a principis del segle xv es refeu. El campanar, recentment restaurat, no va acabar-se fins al segle xvi. Ençà posseïa un cementiri "in circuito".
Fins al 1445 la comunitat religiosa que atenia aquesta parròquia es componia de set racioners i dos beneficiats (Sant Salvador i Santa Àgueda). Dos-cents anys més tard augmentava el nombre de beneficiats a cinc, afegint Sant Jaume, Sant Joan i Santa Anastàsia.
L'altar major sempre ha estat dedicat a Santa Maria del Puig. Ensems l'any 1615 posseïa els altars del Rosari, de Sant Antoni de Pàdua, de Sant Joan Baptista i el Crucifix. A mitjans del segle xviii va afegir-s'hi el de Sant Francesc Xavier. Si es jutja pel timpà partit de la façana, d'estil neoclàssic, per aquestes dates molt probablement va patir una remodelació, tant en l'interior com en l'exterior.
Cal destacar també la portalada romànica, que fou traslladada des de l'antiga església parroquial de Sant just i Sant Pastor, al nucli de Falç.